# Agrochola staudingeri
Agrochola staudingeri är en fjärilsart som beskrevs av Ronkay 1984. Agrochola staudingeri ingår i släktet Agrochola och familjen nattflyn. Inga underarter finns listade i Catalogue of Life.